# Gustavo Adolfo Palma
Gustavo Adolfo Palma (* 31. August 1920 in Jutiapa, Guatemala; † 1. Dezember 2009 in Guatemala-Stadt) war ein populärer Tenor aus Guatemala, der auf dem Höhepunkt seiner Karriere auch „Der Tenor Mittelamerikas“ genannt wurde.

## Leben
Palma wurde als Sohn von Cecilio Palma y Palma und Piedad Recinos geboren. Als er 7 Jahre alt war, zog die Familie nach Guatemala-Stadt, wo Palma seine Schulzeit verbrachte.
Im Alter von 14 Jahren trat er im Theater ‘April’ in Programmen, die von Guillermo Anleu zusammengestellt wurden, als Sänger auf. 1936 gab er sein Radiodebüt und war jede Woche im Radioprogramm des Senders TGN, der Miguel Angel Mejicanos gehoerte, zu hören. Mit 17 Jahren trat Palma im Sender TGW (Die Stimme Guatemalas) auf und wurde im Jahr darauf, 1938, für 4 Jahre von der nationalen Tabakindustrie unter Vertrag genommen, um exklusiv jeden Samstagmittag für TGW zu singen.
Mit 19 Jahren erhielt er Gesangsunterricht von Martha Bolanos de Prado, einer seinerzeit bekannten Gesangslehrerin.
Im Oktober 1944, mit 24 Jahren, gewann er den Wettbewerb ‘Reise nach Mexiko’ und wurde von dem mexikanischen Sänger Pedro Vargas geehrt. Daraufhin wurde Palmafester Radiosänger des mexikanischen Senders NEW (‘Stimme Lateinamerikas’). Dort sang er zusammen mit Jorge Negrete und wurde von bekannten Radioorchestern begleitet.
Obwohl der Vertrag in Mexiko ursprünglich nur einen Monat laufen sollte, wurde Gustavo Palma wegen seines Erfolgs beim Publikum für 10 Monate als Exklusivkünstler unter Vertrag genommen und machte Plattenaufnahmen mit den Firmen Columbia Records und Musart.
Palma setzte seine Karriere in Guatemala fort, wo er 1947 mit Pedro Infante sang. 1955 spielte er im Film „Der schwarze Christus“ von Raul Martinez und Rosa Carmina mit, der in Guatemala vom spanischen Produzenten Jose Baviera gedreht wurde.
Später, 1956, wurde er im Wettbewerb der Zeitung Mundo Libre (freie Welt) zum beliebtesten Sänger gewählt.
1964 wirkte er beim Zentralamerikanischen Gesangsfestival in El Salvador mit, wo er mit dem Lied Diese Nacht meine Liebe von Marco Tulio Cordon einen Preis gewann. Im Oktober 1970 war er Ehrengast des ersten Gesangsfestival Zentralamerikas und der Karibik in Panama, das von den Brüdern Rigual gemeinsam mit der Regierung organisiert wurde. Er sang die Eigenkomposition Mit Dir und wurde von einem Orchester unter der Leitung von Jorge Sarmiento begleitet. In diesem Festival sang er auch zusammen mit Pedro Vargas.
Seine letzte Schallplatte hatte den Titel Gestern, heute und immer und kam 1971 unter dem Namen Palma heraus. 1982, im Alter von 62 Jahren, wirkte Palma beim Festival Broadway 82 mit, das im Nationaltheater stattfand. Dort wirkte auch Ricardo Arjona mit, der zu diesem Zeitpunkt noch am Anfang seiner Karriere und nicht international bekannt war.

## Interpretations
- Gustavo Adolfo Palma: Contigo
- Gustavo Adolfo Palma: El caminante del Mayab
- Gustavo Adolfo Palma: Historia de amor
- Gustavo Adolfo Palma: Mi amor es un gitano
- Gustavo Adolfo Palma: Españolerías

| Personendaten    | Personendaten            |
| ---------------- | ------------------------ |
| NAME             | Palma, Gustavo Adolfo    |
| ALTERNATIVNAMEN  | Der Tenor Mittelamerikas |
| KURZBESCHREIBUNG | guatemaltekischer Tenor  |
| GEBURTSDATUM     | 31. August 1920          |
| GEBURTSORT       | Jutiapa, Guatemala       |
| STERBEDATUM      | 1. Dezember 2009         |
| STERBEORT        | Guatemala-Stadt          |